# غوبالاكريشنا أديجا
غوبالاكريشنا أديجا (بالإنجليزية: Gopalakrishna Adiga)‏‏ (1918 - 1992 في بنغالور) شاعر، وكاتب من الهند.

## الجوائز
- جائزة أكاديمية شايتا  [لغات أخرى]‏[6]